# اولیوریو گونزالس
اولیوریو گونزالس (انگلیسی: Oli؛ زادهٔ ۲ آوریل ۱۹۷۲) بازیکن سابق فوتبال اهل اسپانیا است که در پست مهاجم بازی می‌کرد، در حال حاضر یک مربی است.
وی همچنین در تیم ملی فوتبال اسپانیا بازی کرده‌است.